# 村野駅
村野駅（むらのえき）は、大阪府枚方市村野本町にある、京阪電気鉄道交野線の駅。駅番号はKH63。

## 歴史
- 1929年（昭和04年）07月10日：信貴生駒電鉄枚方線の駅として、同線開業と同時に設置。
- 1939年（昭和14年）05月01日：路線譲渡により交野電気鉄道の駅となる。
- 1945年（昭和20年）05月01日：会社合併により京阪神急行電鉄の駅となる。
- 1949年（昭和24年）12月01日：会社分離により京阪電気鉄道の駅となる。
- 1969年（昭和44年）04月05日：駅舎改良。構内地下道使用開始、構内踏切を廃止[2]。
- 1971年（昭和46年）06月06日：当駅から宮之阪まで複線化。
- 1972年（昭和47年）04月02日：当駅から交野市まで複線化。列車交換設備廃止。
- 2014年（平成26年）11月17日：身体障害者対応エレベーター設置、使用開始。多目的トイレを2015年2月末までに設置[3]。
- 2015年（平成27年）02月20日：多目的トイレの使用を開始。

## 駅構造

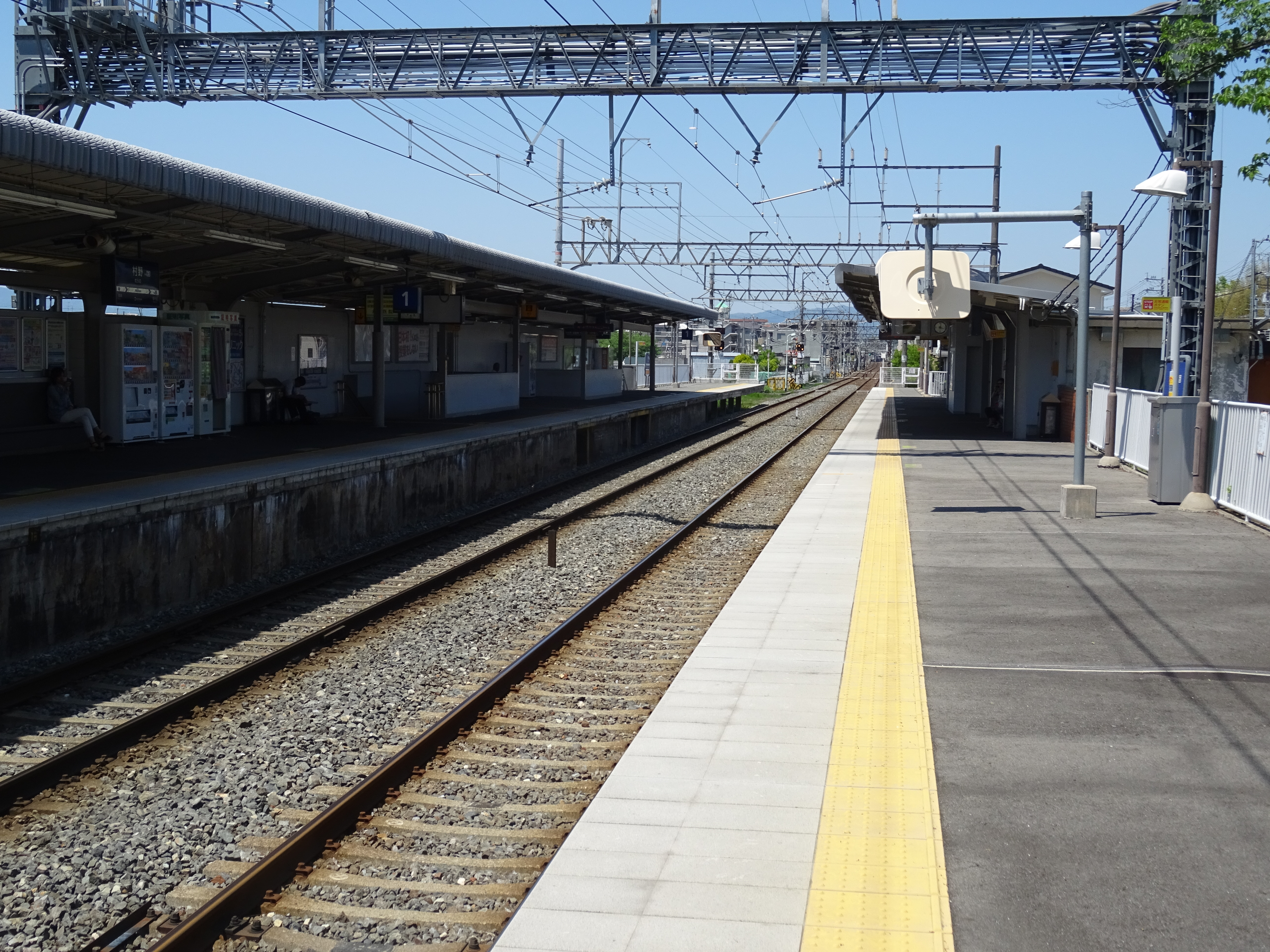
ホーム（2019年5月）

相対式2面2線のホームを持つ地平駅。駅舎（改札口）は私市行きホーム側にのみあり、枚方市方面行きホームには地下通路で連絡している。そのため車イス対応のスロープが私市行きホーム側のみに設置されている。
改札内にトイレがある。
かつては東海大学付属大阪仰星高等学校・中等部の学生専用改札もあったが、現在は一般改札（出口専用）となっている。
また2015年2月下旬に、駅のバリアフリー化が完了した。

### のりば
| 番線 | 路線    | 方向 | 行先       |
| ---- | ------- | ---- | ---------- |
| 1    | ■交野線 | 上り | 枚方市方面 |
| 2    | ■交野線 | 下り | 私市方面   |

- ホーム有効長は5両。

## 利用状況
2019年（令和元年）度のある特定日における1日乗降人員は4,840人である。
交野線では、枚方市を除くと、第4番目に利用者が多い駅であり、第4番目に利用者が少ない駅である。
各年度の特定日における1日乗降・乗車人員数は下表の通り。
| 年度   | 特定日   | 特定日   | 出典        |
| 年度   | 乗降人員 | 乗車人員 | 出典        |
| ------ | -------- | -------- | ----------- |
| 2000年 | 6,482    | 3,329    | [ 統計 1 ]  |
| 2001年 | -        | -        |             |
| 2002年 | 6,287    | 3,217    | [ 統計 2 ]  |
| 2003年 | 6,350    | 3,231    | [ 統計 3 ]  |
| 2004年 | 6,183    | 3,152    | [ 統計 4 ]  |
| 2005年 | 6,208    | 3,180    | [ 統計 5 ]  |
| 2006年 | 6,142    | 3,146    | [ 統計 6 ]  |
| 2007年 | 5,943    | 3,049    | [ 統計 7 ]  |
| 2008年 | 5,980    | 3,060    | [ 統計 8 ]  |
| 2009年 | 6,006    | 3,086    | [ 統計 9 ]  |
| 2010年 | 8,094    | 2,823    | [ 統計 10 ] |
| 2011年 | 5,731    | 2,910    | [ 統計 11 ] |
| 2012年 | 5,664    | 2,885    | [ 統計 12 ] |
| 2013年 | 5,621    | 2,861    | [ 統計 13 ] |
| 2014年 | 5,558    | 2,839    | [ 統計 14 ] |
| 2015年 | 5,819    | 2,949    | [ 統計 15 ] |
| 2016年 | 5,994    | 3,073    | [ 統計 16 ] |
| 2017年 | 5,777    | 2,930    | [ 統計 17 ] |
| 2018年 | 5,827    | 2,949    | [ 統計 18 ] |
| 2019年 | 4,840    | 2,415    | [ 統計 19 ] |

## 駅周辺
駅東側は住宅地である。東へ抜けると村野神社を経て、東海大学付属仰星高校・中等部に至る。駅西側は田畑が広がるが、西へ抜けると天野川に至る。
- 枚方警察署村野交番
- 村野団地
- サプリ村野（枚方市役所村野分館）[5] - 枚方市立村野小学校跡
  - 枚方市立図書館 村野分室
- 村野神社[6]
- 大阪府立枚方支援学校 - 枚方市立村野中学校跡
- 大阪府立むらの高等支援学校
- 東海大学付属大阪仰星高等学校・中等部
- ギンガ保育園
- 大阪府道・奈良県道7号枚方大和郡山線
- 大阪府道20号枚方富田林泉佐野線
- 天野川

## 隣の駅
京阪電気鉄道
交野線
星ヶ丘駅 (KH62) - 村野駅 (KH63) - 郡津駅 (KH64)
- 括弧内は駅番号を示す。

#### 本文中の出典
1. ↑  “移動等円滑化取組報告書（鉄道駅）”.   京阪電気鉄道. 2025年3月8日閲覧。
2. ↑  京阪電気鉄道開業100年記念誌『京阪百年のあゆみ』資料編144頁
3. ↑  京阪電気鉄道駅置き情報誌『K PRESS』2015年1月号16面「くらしのなかの京阪」より
4. 1 2 3  “村野駅|駅構内図”.   京阪電気鉄道. 2022年9月19日閲覧。
5. ↑  “サプリ村野施設案内”.   枚方市. 2023年4月22日閲覧。
6. ↑  “村野神社 - 枚方市”.   村野神社. 2023年4月22日閲覧。

#### 利用状況の出典
1. ↑  大阪府統計年鑑（平成13年） (PDF)
2. ↑  大阪府統計年鑑（平成15年） (PDF)
3. ↑  大阪府統計年鑑（平成16年） (PDF)
4. ↑  大阪府統計年鑑（平成17年） (PDF)
5. ↑  大阪府統計年鑑（平成18年） (PDF)
6. ↑  大阪府統計年鑑（平成19年） (PDF)
7. ↑  大阪府統計年鑑（平成20年） (PDF)
8. ↑  大阪府統計年鑑（平成21年） (PDF)
9. ↑  大阪府統計年鑑（平成22年） (PDF)
10. ↑  大阪府統計年鑑（平成23年） (PDF)
11. ↑  大阪府統計年鑑（平成24年） (PDF)
12. ↑  大阪府統計年鑑（平成25年） (PDF)
13. ↑  大阪府統計年鑑（平成26年） (PDF)
14. ↑  大阪府統計年鑑（平成27年） (PDF)
15. ↑  大阪府統計年鑑（平成28年） (PDF)
16. ↑  大阪府統計年鑑（平成29年） (PDF)
17. ↑  大阪府統計年鑑（平成30年） (PDF)
18. ↑  大阪府統計年鑑（令和元年） (PDF)
19. ↑  大阪府統計年鑑（令和2年） (PDF)